# Julia Bányai
Júlia Bányai, née en 1824 et morte le 1er novembre 1883, est une combattante de Transylvanie qui s'habillait en homme (utilisant le nom de Gyula Sárossy) lors de la révolution hongroise de 1848 et d'autres conflits qui suivirent,,

## Biographie
Bányai est née en 1824. Son père est un mineur de sel dans la ville de Vízakna (renommée Ocna Sibiului) en Transylvanie (partie de la Roumanie). Elle devient cavalière dans un cirque. Elle épouse l'avocat et militant des droits humains Gyula Sárossy, mais il meurt quelques mois après le mariage des suites d'une maladie.

### Années militaires
En 1848, Bányai revêt un uniforme d'homme et s'enrôle dans les forces hongroises en utilisant les papiers de son défunt mari ainsi que son nom Gyula Sárossy. Elle est transférée à Nagyvárad (Oradea)e tstationnée avec le 27e bataillon. Elle est promue au grade de sergent,.
Avec plusieurs autres soldats, elle aide à capturer 12 wagons de nourriture à Zlatna, censés réapprovisionner l'approvisionnement alimentaire des Autrichiens. Pour cet exploit, elle a reçu une mention spéciale.

« Au siège de Gyulafehérvár Alba Iulia, avec l'aide de deux autres, elle espionna et captura un officier impérial venu espionner le camp hongrois. Les Autrichiens tentèrent de sauver le prisonnier et Júlia Bányai fut blessée à la poitrine par deux coups de baïonnette. Nous ne savons pas si le médecin a raconté à ses supérieurs ce qu'il a vu après l'avoir extraite de sa veste militaire, mais en tout cas, elle a été promue au grade de lieutenant pour sa bravoure, et est immédiatement retournée sur le champ de bataille. Lors d'une autre bataille, un éclat de grenade s'est logé dans son dos et elle s'est retrouvée à l'infirmerie pendant des mois. »

À son retour à l'été 1849, elle combat l'armée russe. En tant que commandant d'équipe, elle est chargée de superviser le retrait des forces armées hongroises. Malgré le fait qu'elle soit   une femme est désormais connu, elle continue à combattre. D’après des documents d’époque le « lieutenant Sárossy » tue un cosaque au corps à corps et en arrête plusieurs autres. Pour certaines missions, elle s'habille en femme, se déguise en danseuse française pour espionner les Russes, et pour d'autres elle se fait passer pour une vendeuse de savon pour recueillir des nouvelles derrière les lignes ennemies. Bányai obtient des renseignements très utiles et son général commandant, Józef Bem, l'a promeut au grade de capitaine,.

### Années en Turquie
Après la défaite contre l'Autriche, elle émigre en Turquie. Elle épouse le capitaine Eduard Matta en 1850 et ensemble, ils parcoururent l'Empire ottoman. Les archives montrent qu'ils ont visité Istanbul, la Crimée et Chypre,. En 1851-1852, Bányai retourne en Transylvanie, en tant que femme et sous un autre pseudonyme, pour participer au soulèvement contre l'Empire austro-hongrois. Elle distribue des tracts et des proclamations, mais son groupe est démasqué par un espion impérial. La plupart de ses compatriotes sont capturés et beaucoup sont exécutés, mais Bányai réussit à s'échapper, ce qui lui permet de retourner en Turquie,.

### Années en Égypte
Elle déménage avec son mari en Égypte et s'installe au Caire. Ils y ouvrent un restaurant et une pension hongroise, qui devient un point de chute de voyageurs à la recherche de nouvelles sur la Hongrie.
En 1866, Bányai retourne brièvement en Hongrie pour que sa fille puisse découvrir son pays natal.
Bányai est morte au Caire à l'âge de 59 ans, après quoi son mari est retourné définitivement en Hongrie. Sa sépulture reste en Égypte.